# Založba Branko
Založba Branko je novogoriška založba, ki jo je leta 1993 ustanovil Branko Lušina. Odtlej neprekinjeno deluje in izdaja dela, ki so tako ali drugače povezana s severnoprimorskim okoljem, bodisi je nanj vezan tekst, slika ali sam avtor.
Prvo delo, ki ga je izdala je bil ponatis črtic Ob Soči, ki jih je med letoma 1916 in 1917 izdajal Alojzij Res. Ponaša se tudi z enim od izborov primorske pesnice Ljubke Šorli Tolminske pesmi, ponatisom prevoda Stanislava Škrabca Naša Kostanjevica, ki je izhajalo med letoma 1906 in 1911, ponatisi del Aleša Ušeničnika in Henrika Tume. Izdala je tudi celo vrsto pesniških zbirk in proze sodobnih lokalnih piscev, zgodovinskih knjig o goriški in tolminski preteklosti, vodnikov, duhovno-filozofskih in teoloških esejev in raznih drugih del.
Z založbo je sodelovala množica slovenskih piscev, tako slovenski literarni zgodovinar Marijan Brecelj, pater Bruno Korošak, poliglot, teolog, pisatelj in profesor, delujoč na Kostanjevici nad Novo Gorico, ki je za založbo uredil, prevedel in napisal na desetine del, Zoltan Jan in drugi.